# Linia kolejowa nr 305 (KPK-LK)
Linia kolejowa nr 305 – nieczynna przemysłowa linia kolejowa, należąca do sieci kolei piaskowych, zarządzanych przez spółkę Kopalnia Piasku Kotlarnia - Linie Kolejowe. Według zarządcy infrastruktury linia oznaczona jest jako linia II kategorii (do 30 km/h). Punktem początkowym linii jest p.odg Nieborowice a punktem końcowym okręg KNS stacji Knurów (kopalnia).

## Przewozy
Na linii dominują przewozy masowe paliw stałych, w tym węgla kamiennego i piasku podsadzkowego, związanego z obsługa szybu podsadzkowego Witczak KWK Bobrek-Centrum przez spółkę PKP Cargo Service.